# Hipposideros besaoka
Hipposideros besaoka è una specie fossile di chirotteri (i pipistrelli), della famiglia degli Ipposideridi. Questa specie è conosciuta grazie a numerose mandibole e denti isolati trovati nel 1996 nella grotta di Anjohibe, nel nord-ovest del Madagascar, e descritta nel 2007 dalla naturalista statunitense Karen Samonds sulla base di quei materiali risalenti a circa 10.000 anni fa (Olocene). La stessa grotta conteneva ossame relativo anche all'Hipposideros commersoni (una specie vivente dello stesso genere) e a una terza specie di Hipposideros che però non è stata descritta.
Hipposideros besaoka risulta più grande di Hipposideros commersoni, il che ne fa il pipistrello insettivoro di maggiori dimensioni del Madagascar. I molari della specie estinta sono più larghi e la mandibola è più robusta rispetto a quanto si riscontra nella specie vivente; inoltre, fatto insolito per il genere Hipposideros, il secondo premolare superiore è piccolo e sporgente dall'arcata dei denti, mentre il corrispettivo inferiore è grande.

## Descrizione

### La formula dentaria
Dal momento che il pipistrello Hipposideros besaoka è conosciuto solo grazie a numerose mandibole e denti isolati, il genere tassonomico viene determinato in base alla seguente formula dentaria:
Come si vede, in ciascuna delle quattro emiarcate dentarie di Hipposideros besaoka sono presenti solo due premolari, indicati come P2 e P4 perché corrispondono al secondo e al quarto premolare della dentizione ancestrale dei mammiferi. Il secondo premolare superiore (P2) sporge fuori dall'arcata dei denti verso il cranio, cosicché il canino (C1) e il premolare P4 quasi si toccano (come appare anche nel disegno riportato qui a lato, in alto). Invece il secondo premolare inferiore (p2) è grande, con una faccia larga e liscia sul lato della bocca (esterno). Le analisi morfometriche mostrano che l'Hipposideros besaoka è significativamente diverso dall'Hipposideros commersoni e ricade al di fuori della variazione interna a tale specie. I molari superiori sono decisamente più larghi e la mandibola più solida. Fra i pipistrelli, le mandibole robuste vanno spesso di pari passo con un'alimentazione contenente oggetti duri. Alla sua epoca l'Hipposideros besaoka era il pipistrello insettivoro più grande del Madagascar, mentre oggi tale qualifica spetta all'Hipposideros commersoni.

### Le mascelle
Ciascun osso premascellare ospita un unico incisivo, posto sulla punta anteriore. I premascellari terminano a forma di V nel margine anteriore e a punta stretta in quello posteriore. Ogni osso premascellare presenta una grande apertura, il forame palatale anteriore. È l'osso mascellare che ospita gli altri denti della mascella superiore. La mandibola, che porta tutti i denti inferiori, è piuttosto robusta in Hipposideros, ma si riscontrano variazioni di spessore consistenti fra un individuo e l'altro.

### I denti
Gli incisivi superiori sono piccoli e la loro cuspide è piatta, con una divisione appena accennata in due lobi. Il canino (C1) ha una larga cuspide con un piccolo ripiano posteriormente. Il premolare P2 è decisamente ridotto mentre il largo premolare P4 ha una grande e alta cuspide anteriore, preceduta da una più piccola sul lato interno (verso la lingua), e un basso ripiano posteriore. Il premolare P4 misura 2,13±0,104 mm in altezza e 2,52±0,168 mm in larghezza. Sul primo molare superiore (M1) la fessura centrale, una depressione fra le cuspidi sul davanti del dente, è chiusa. Simile è il secondo molare (M2), anche se più piccolo e squadrato. M3 è assai più ridotto e la sua piccola sommità assomiglia a una W.
Gli incisivi della mascella inferiore sono piccoli e tricuspidati. Il canino inferiore (c1) ha una sola cuspide alta e stretta. Il premolare p2 è un dente grosso con una grande cuspide centrale e alte creste che la collegano ai bordi anteriori e posteriori; una seconda cuspide si trova sulla cresta posteriore. Anche il premolare p4 ha una grande cuspide centrale con piccole creste davanti e dietro sul lato della lingua; questo dente ha due radici. Nel largo primo molare inferiore (m1), il complesso di cuspidi anteriore (il "trigonide") è alto, mentre quello posteriore (il "talonide") è più basso. Fra le cuspidi del trigonide, il "protoconide" è il più alto, mentre il "metaconide" e il "paraconide", più bassi, hanno più o meno la stessa altezza. I "cingula" anteriore e posteriore sono bassi. Il secondo molare (m2) è simile e solo un po' più piccolo. Il terzo molare (m3), invece, è molto più ridotto e ancor di più il suo talonide; il dente misura 2,37±0,098 mm in altezza e 1,76±0,076 mm in larghezza.

## Tassonomia

Localizzazione della grotta d'Anjohibe nel Madagascar.

Nel 1996, un gruppo guidato dal biologo David Burney raccolse delle brecce ossifere contenenti resti di pipistrelli e di altri animali nella grotta di Anjohibe, nel nord-ovest del Madagascar. I chirotteri presenti in tali resti sono stati descritti da Karen Samonds prima nella sua tesi di dottorato del 2006 e poi in un articolo del 2007. Oltre a varie specie viventi, la studiosa americana ha identificato due nuove specie fossili, Triaenops goodmani e Hipposideros besaoka. Al genere Hipposideros, in cui H. besaoka è stato classificato, appartiene fra le altre anche la specie vivente in Madagascar di Hipposideros commersoni. Il nome besaoka, relativo alla specie, in malgascio significa "grande mento". I resti fossili di Hipposideros besaoka risalgono all'Olocene e hanno circa 10 000 anni d'età. Un'analisi cladistica, utilizzando dati morfologici, avvicinerebbe H. besaoka assai di più a Hipposideros gigas e a Hipposideros vittatus, dell'Africa continentale, che non a Hipposideros commersoni, del Madagascar.
Altri resti di Hipposideros sono segnalati dalla Samonds in altri siti di Anjohibe, ma non sono attribuiti a H. besaoka. È il caso in particolare di un premolare superiore P4 trovato in un sito pure databile a circa 10 000 anni fa: questo P4 ha dimensioni diverse da quelli di Hipposideros commersoni e di Hipposideros besaoka e presenta una cuspide in meno sull'angolo anteriore interno rispetto alle altre due specie. La Samonds ha assegnato questo esemplare a "Hipposideros sp. cf. H. commersoni". In un sito più antico (da 69 600 a 86 800 anni fa) sono stati trovati un incisivo inferiore e un molare inferiore (m3) simili a quelli di H. commersoni e diversi da quelli di H. besaoka, per cui la Samonds li ha attribuiti alla prima delle due specie. Altri denti e mascelle sono stati ritrovati in siti non datati e, laddove certi ossami presentano dimensioni diverse rispetto a entrambe le specie di Hipposideros, sono stati classificati come "Hipposideros sp. cf. H. commersoni".
Nel 2010, un gruppo di studiosi guidato dalla Samonds ha sciolto una breccia con l'acido acetico per estrarne un cranio di Archaeolemur in buono stato. Fra i rimasugli dell'operazione si sono trovati numerosi ossi di piccoli mammiferi (che spesso vanno perduti nelle preparazioni classiche finalizzate a recuperare i reperti più grossi), specialmente alcuni resti di Hipposideridae, identificati in parte come H. besaoka, in parte come una specie vicina e in parte come relativi al genere Triaenops.